# Thomas Gruber
Pour les articles homonymes, voir Gruber.
Pas d'image ? Cliquez ici
Thomas Gruber, né le 19 décembre 1959 à Vienne est un pilote automobile autrichien. Il a notamment participé aux 24 Heures du Mans, en 2009.

## Carrière
En 2008, il participe au championnat de Porsche Supercup.
En 2009, il participe aux 24 Heures du Mans avec l'écurie Jetalliance Racing. Il se classe au trente-et-unième rang du classement général et en troisième position de la catégorie GT1,,,.
L'année suivante, il remporte une course dans le championnat International Gt Open.